# Vladimir Voskoboinikov
Vladimir Voskoboinikov (Tallinn, 2 febbraio 1983) è un ex calciatore estone, di ruolo attaccante.

## Caratteristiche tecniche
Vladimir Voskoboinikov è una punta centrale, che utilizza principalmente il destro.

## Palmarès

### Club
- Campionato estone: 1

Infonet: 2016
- Supercoppa d'Estonia: 1

Infonet: 2017
- Coppa d'Estonia: 1

Infonet: 2016-2017

### Individuale
- Capocannoniere della Meistriliiga: 1

2013 (23 gol)